# Cullinan (Südafrika)
Cullinan ist eine südafrikanische Kleinstadt in der Provinz Gauteng. Sie liegt 38 km östlich von Pretoria und gehört zur Metropolgemeinde Tshwane. Sie ist nach dem Diamantenmagnaten Thomas Cullinan (1862–1936) benannt, der 1902 die Premier Mine, seit 2003 Cullinan Mine, gründete, die heute der drittgrößte Diamantenproduzent Südafrikas ist.

## Lage
Cullinan liegt in der sogenannten Highveld-Region von Südafrika auf einer Meereshöhe von 1476 Metern.

## Geschichte
1898 erhielt Thomas Cullinan einen dreikarätigen Diamanten, der am Zaun einer Farm gefunden worden war. Er untersuchte den Fundort und kam zu dem Schluss, dass der Diamant wahrscheinlich von einem nahe gelegenen Hügel herabgespült worden war. Thomas Cullinan versuchte daraufhin, dem Besitzer Joachim Prinsloo das Land auf diesem Hügel abzukaufen, was zunächst nicht gelang. Erst nach Prinsloos Tod gelang es Cullinan, das Land von dessen Tochter zum Preis von 52.000 Pfund Sterling zu erwerben. Im Jahr 1902 wurde auf dem Gelände Kimberlit gefunden, der auf Diamantenvorkommen hindeutete. Daraufhin wurde die Premier Mine gegründet, um die Vorkommen abzubauen. Die Siedlung Cullinan, benannt nach Thomas Cullinan, entstand später auf dem von ihm erworbenen Land durch die Ansiedlung von Bergarbeitern der Diamantenmine.

## Premier Mine

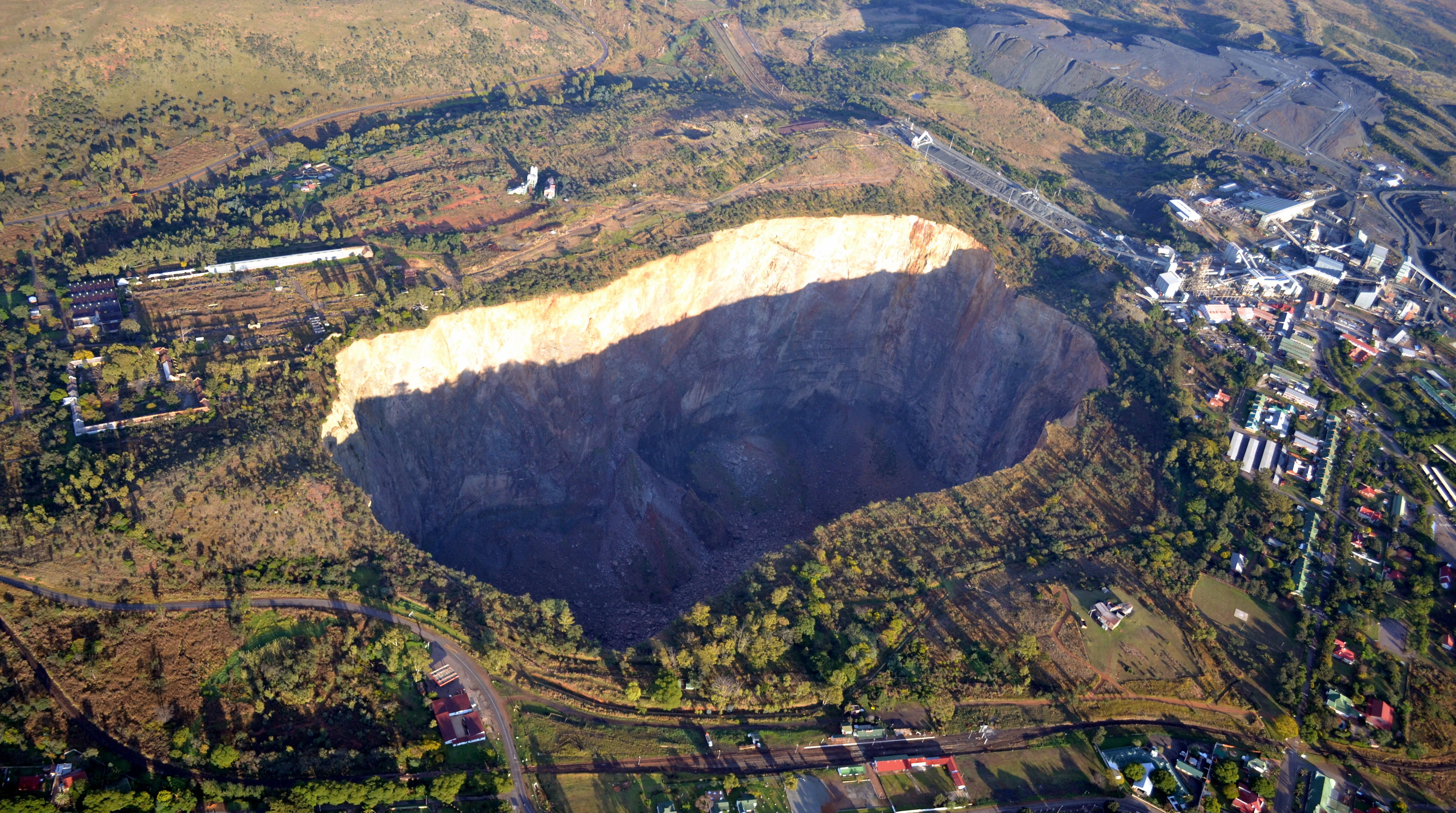
Das 190 m tiefe und 32 Hektar große Loch der Premier Mine bei Cullinan, bis 1945 als Tagebau betrieben.

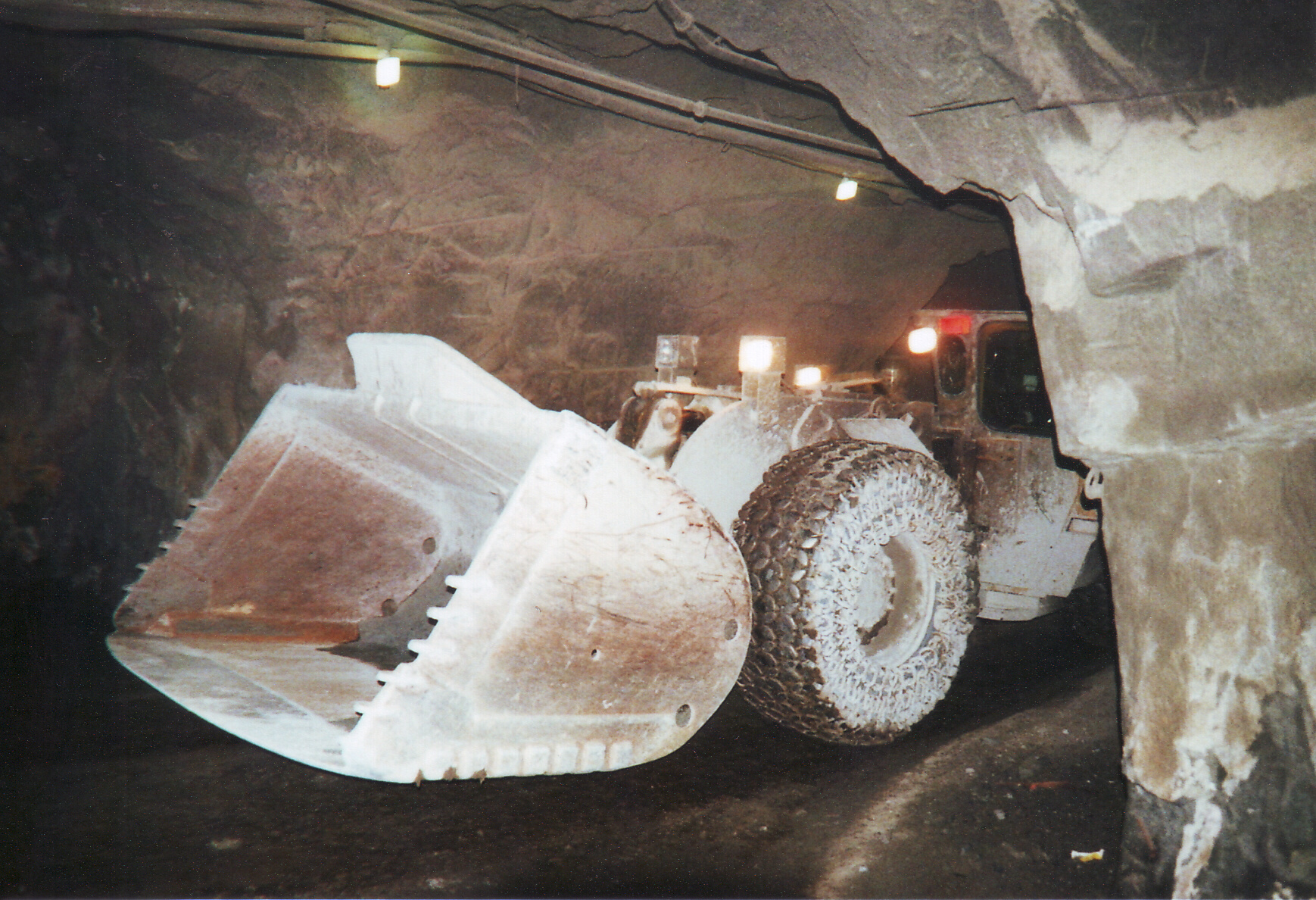
Untertage-Arbeit in der Premier Mine

Die Premier Mine, seit November 2003 Cullinan Mine, wurde 1902 gegründet und befindet sich in einem alten Vulkanschlot, der diamanthaltiges Kimberlit enthält. Am 25. Januar 1905 fand Frederick Wells in der Mine den Cullinan-Diamanten, mit 3106,75 Karat (621,35 g) der größte Diamant, der jemals auf der Welt gefunden wurde. Wells war damals Produktionsleiter der Premier Diamond Mining Company, die die Mine betrieb. Die Mine ging 1917 in den Besitz der De Beers Group über, dem größten Diamantenproduzenten und -händler der Welt. Am 22. November 2007 ging die Premier Mine an das Petra Diamonds Cullinan Consortium (PDCC) über, ein Konsortium unter der Leitung von Petra Diamonds.
Das Diamantbergwerk Premier (englisch Premier Mine) in Cullinan ist bis heute in Betrieb und hat eine Abbautiefe von 763 Metern erreicht. Für Besucher werden täglich Führungen unter Tage angeboten. Die Premier Mine ist der wichtigste Arbeitgeber in der Umgebung von Cullinan. Sie ist der drittgrößte Diamantenproduzent Südafrikas. Bis 1945 wurde das Gestein im Tagebau abgebaut. Seitdem wird die Mine im Untertagebau betrieben.
Neben dem Cullinan-Diamanten wurden in dieser Mine zahlreiche weitere berühmte Diamanten gefunden, darunter der Golden Jubilee (1985), der Centenary Diamant (1986), der Niarchos (1954), der Premier Rose (1978) und der Blue Heart oder Eugenie Blue Diamond von 1908.

## Sonstiges
In Cullinan findet jährlich ein Mountainbike-Rennen statt, das als  Cullinan Diamond Rush  bekannt ist.
Jedes Jahr am Muttertag verkehrt ein Dampfzug zwischen Pretoria und Cullinan.

## Museen
- The History Room Cullinan[4]
- The McHardy House Museum[5]
- The Zonderwater Italian POW Museum[6]
- The Sammy Marks Museum[7]